# Ramiro Árciga
Ramiro Árciga, né le 30 août 2004 à La Piedad au Mexique, est un footballeur international mexicain qui évolue au poste de milieu offensif au Club Tijuana.

## Biographie

### En club
Né à La Piedad au Mexique, Ramiro Árciga est formé par l'Atlético Morelia puis par le Mazatlán FC. C'est avec ce club qu'il fait ses débuts en professionnel le 26 juillet 2023, lors d'un match de Leagues Cup contre le FC Juárez. Il entre en jeu et son équipe s'impose après une séance de tirs au but.
Le 1er août 2024, Árciga marque deux buts contre le Nashville SC en Leagues Cup. Titulaire, il permet à son équipe de s'imposer par deux buts à zéro ce jour-là.
En janvier 2025, lors du mercato hivernal, Ramiro Árciga quitte le Mazatlán FC pour signer en faveur du Club Tijuana. 

### En sélection
Le 1er juin 2024, Ramiro Árciga honore sa première sélection avec l'équipe nationale du Mexique face à la Bolivie. Il entre sur le terrain à la 85e minute de jeu, à la place de Jordán Carrillo. Son équipe s'impose par un but à zéro ce jour-là.